# Campionati del mondo di ciclismo su pista 1947
I Campionati del mondo di ciclismo su pista 1947 (en.: 1948 UCI Track World Championships) si svolsero a Parigi, in Francia.

## Medagliere
| #      | Nazione     | Oro | Argento | Bronzo | Totale |
| ------ | ----------- | --- | ------- | ------ | ------ |
| 1      | Italia      | 2   | 1       | 0      | 3      |
| 2      | Francia     | 1   | 2       | 2      | 5      |
| 3      | Belgio      | 1   | 0       | 0      | 1      |
| 3      | Regno Unito | 1   | 0       | 0      | 1      |
| 5      | Paesi Bassi | 0   | 1       | 1      | 2      |
| 6      | Uruguay     | 0   | 1       | 0      | 1      |
| 7      | Danimarca   | 0   | 0       | 1      | 1      |
| 7      | Svizzera    | 0   | 0       | 1      | 1      |
| Totale | Totale      | 5   | 5       | 5      | 15     |

## Sommario degli eventi
| Eventi                            | Oro                      | Prestazione | Argento                       | Prestazione | Bronzo                      | Prestazione |
| Uomini Professionisti             |                          |             |                               |             |                             |             |
| Velocità dettagli                 | Jef Scherens Belgio      |             | Louis Gérardin Francia        |             | Georges Senfftleben Francia |             |
| Inseguimento individuale dettagli | Fausto Coppi Italia      |             | Antonio Bevilacqua Italia     |             | Hugo Koblet Svizzera        |             |
| Derny dettagli                    | Raoul Lesueur Francia    |             | Jean-Jacques Lamboley Francia |             | Jan Pronk Paesi Bassi       |             |
| Uomini Dilettanti                 |                          |             |                               |             |                             |             |
| Velocità dettagli                 | Reg Harris Regno Unito   |             | Cornelis Byster Paesi Bassi   |             | Henri Sensever Francia      |             |
| Inseguimento individuale dettagli | Arnaldo Benfenati Italia |             | Atilio François Uruguay       |             | Knud Andersen Danimarca     |             |